# Dezső Szilágyi

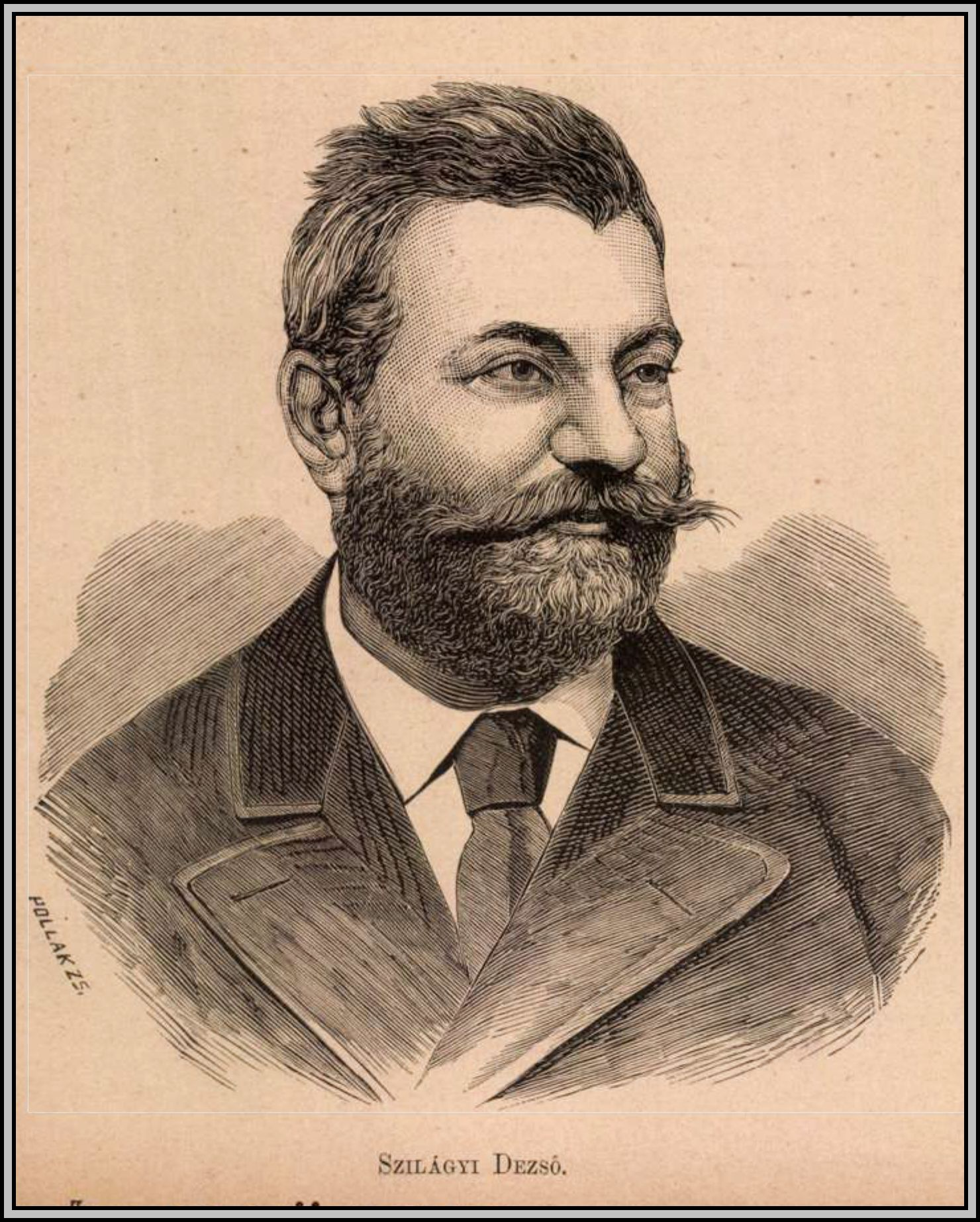
Dezső Szilágyi (1884)

Dezső Szilágyi (* 1. April 1840 in Nagyvárad, Komitat Bihar; † 31. Juli 1901 in Budapest) war ein ungarischer Politiker, Jurist und Justizminister. Daneben war er auch Präsident des Abgeordnetenhauses und Mitglied der Ungarischen Akademie der Wissenschaften.

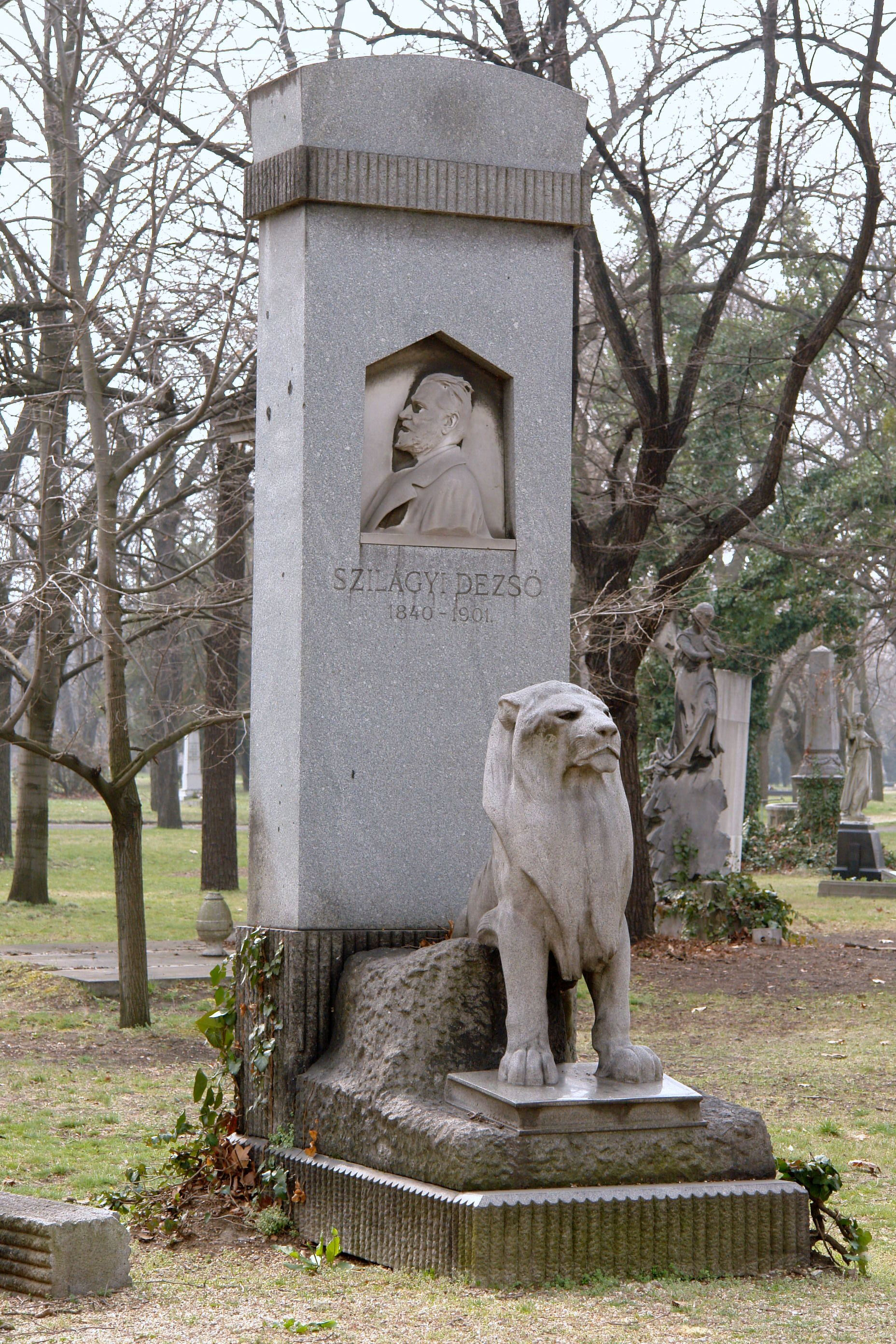
Grabstätte von Dezső Szilágyi

## Leben
Szilágyi studierte von 1859 bis 1862 Jura in Wien und Pest und promovierte 1865. Anschließend wurde er Anwalt und betätigte sich auch als Journalist beim Pesti Napló und der Magyarország. Nach dem Österreichisch-Ungarischen Ausgleich 1867 wurde er Angestellter im k.u. Justizministerium und wurde bald zum Sektionsrat befördert. 1870 entsandte ihn die ungarische Regierung nach England, um dort das Gerichtswesen und den Strafvollzug zu studieren. Nach seiner Heimkehr im Folgejahr wurde er Mitglied des neu einberufenen Kodifikationsausschusses und wurde bei den Wahlen im Folgejahr als Mitglied der Deák-Partei zum Reichstagsabgeordneten des Wahlbezirks Gyulafehérvár II im Komitat Alsó-Fehér gewählt. Bei den nächsten Wahlen 1875 trat er nun aufgrund einer Parteifusion als Mitglied der Liberalen Partei an und errang erneut seinen Sitz. Von 9. April 1889 bis 15. Januar 1895 war er Justizminister in den Kabinetten der Ministerpräsidenten Kálmán Tisza, Gyula Szapáry und Sándor Wekerle. Während seiner Amtszeit führte Szilágyi zahlreiche liberale Gesetzesreformen, wie etwa des Zivil- und Strafrechts durch. Anschließend war er bis 1898 Präsident des Abgeordnetenhauses.
Seine Grabstätte befindet sich auf dem Kerepesi temető.

## Würdigung
Im Jahr 1903 wurde in Buda ein Platz nach ihm benannt, so wurde aus dem ehemaligen Fazekas tér der Szilágyi Dezső tér. An diesem Platz befindet sich auch eine Reliefgedenktafel für ihn. In mehreren ungarischen Städten wie Békéscsaba, Makó, Miskolc, Monor und Pécs wurden Straßen nach ihm benannt, 

## Schriften
- Gyula Fayer, Béla Vikár (Hrsg.): Szilágyi Dezső Beszédei. Athenaeum, Budapest (Reden von Dezső Szilágyi, hrsg. in 4 Bänden in den Jahren 1906 bis 1913).